# Hiloni
Hiloni (do hebraico חִלּוֹנִי‎), derivado do termo hebraico hulin (secular, profano) é um termo utilizado em Israel para os judeus não-religiosos.